# Zatrephes sublutescens
Zatrephes sublutescens är en fjärilsart som beskrevs av Rothschild 1909. Zatrephes sublutescens ingår i släktet Zatrephes och familjen björnspinnare. Inga underarter finns listade i Catalogue of Life.